# Baxter Building
Il Baxter Building era il palazzo che ospitava il Quartier Generale i Fantastici Quattro nel fumetto omonimo.
Era costituito da un palazzo di 35 piani situato a Manhattan di cui solo gli ultimi 5 erano occupati dalla base del quartetto. È stato distrutto da Kristoff Vernard, figlio del Dottor Destino, nemico storico dei Fantastici Quattro.
Appare per la prima volta in Fantastic Four (Vol. 1) n. 3 (marzo 1962) ed è stato creato da Stan Lee e Jack Kirby.